# João de Bruçó
João de Bruçó (* 1958 in São Paulo) ist ein brasilianischer Komponist und Musikperformer, der in seinen Produktionen Bewegungstheater, Musik und Clownerie verbindet.

## Leben
Bruçó besuchte die Academia Paulista de Musica und die Musik- und Zirkusschule von São Paulo. Seit 1990, eingeladen von Peter Kaizar, ist er in Europa aktiv. Er arbeitet mit Otto Lechner zusammen, ist Mitglied der Gruppe windhundrecords und leitet die The Captain Nemo Music Band.
In Wien verwirklichte er eine Reihe von eigenen Theaterprojekten wie Don Quijote in Concert, Der Fall Ikarus, Franz Joseph, Zorbas und Hortensia, Raymondo und Der liebe Augustin. In Zusammenarbeit mit Ismael Ivo entstand das Projekt Zofen, das u. a. am Theaterhaus Stuttgart, Haus der Kulturen der Welt in Berlin und der Opera de Rouen aufgeführt wurde. Unter der Regie von Klaus Maria Brandauer realisierte er im Salzbergwerk Altaussee das Spiel im Berg von Felix Mitterer.
Für die Tanzshow Dolomytica komponierte er mit Roderik Vanderstraeten die Musik, die 2004 mit dem Premio Danza & Danza für die beste Originalmusik ausgezeichnet wurde. Bruçó arbeitet mit dem Theater Konnex und den Wiener Tanzwochen zusammen und unterrichtet am Bruckner-Konservatorium in Linz.
Neben Aufnahmen mit den „windhundrecords“ entstand sein Soloalbum Sideway.